# Крамаренко Олександр Антонович
Крамаре́нко Олекса́ндр Анто́нович (нар. 26 жовтня 1921, Дніпродзержинськ, УСРР — пом. 11 жовтня 2000, Санкт-Петербург, Росія) — радянський військовик, генерал-майор, начальник військ зв'язку 13-ї загальновійськової армії (1959–1965), начальник Томського вищого військового командного училища зв'язку (1965–1971), начальник військ зв'язку Південної групи військ (1971–1976). Кавалер Ордена Червоного Прапора, Ордена Олександра Невського, двох Орденів Вітчизняної війни I ст., Ордена Вітчизняної війни II ст., трьох Орденів Червоної Зірки та Ордена Угорської Народної Республіки «Червона Зірка» IV ст.

## Життєпис
Олександр Крамаренко народився у Дніпродзержинську в родині селян. У 1939 році закінчив Харківське військове училище зв'язку.
Напередодні німецько-радянської війни був призначений начальником зв'язку батальйону 100-го танкового полку 50-ї танкової дивізії, що дислокувалась в районі Харкова. З грудня 1941 року — начальник зв'язку 1-го танкового батальйону 150-ї танкової бригади. У червні 1942 року Крамаренка було підвищено до начальника зв'язку цієї ж бригади, а з вересня того ж року по січень 1943 року він проходив службу на посаді помічника начальника штабу бронетанкових і механізованих військ 40-ї армії. З січня по квітень 1943 року — офіцер зв'язку бронетанкових і механізованих військ Воронезького фронту.
В квітні 1943 року у віці 21 року був призначений командиром окремого батальйону зв'язку 5-го танкового корпусу. В березні 1943 року брав участь у забезпеченні управління з'єднаннями корпусу в боях на харківському напрямку, а влітку того ж року — під час Курської битви та при звільненні лівобережної України. З листопада 1943 року по січень 1944 року корпус брав участь у Київській та Житомирсько-Бердичівській наступальних і Київській оборонній операціях. За участь у боях за звільнення Києва Крамаренка було нагороджено Орденом Червоного Прапора.
В січні 1944 року корпус був включений в склад 6-ї танкової армії, у складі якої вів бойові дії до кінця війни. Батальйон Крамаренка забезпечував зв'язок в Корсунь-Шевченківській, Умансько-Ботошанській та Яссько-Кишинівській операціях. З жовтня 1944 року по квітень 1945 року зв'язківці підтримували безперебійний зв'язок в Дебреценській та Будапештській, а в квітні-травні 1945 року — в Братиславсько-Брновській і Празькій операціях. Бойовий шлях батальйон під командуванням Олександра Крамаренка закінчив у Празі. В червні 1945 року батальйон в складі корпусу було передислоковано на Далекий Схід, де він брав участь в розгромі Квантунської армії Японії. Командувати батальйоном, що входив відтепер до складу Забайкальсько-Амурського військового округу, Крамаренко продовжував аж до 1950 року.
З вересня 1950 року по червень 1955 року навчався у військовій академії зв'язку ім. С. М. Будьонного в Ленінграді. Після закінчення, наказом Головнокомандувача Сухопутних військ СРСР № 0183 від 9 травня 1955 року був призначений командиром 93-го окремого Ясського полку зв'язку 8-ї танкової армії Прикарпатського військового округу. З листопада 1959 року по вересень 1965 року виконував обов'язки начальника військ зв'язку 13-ї загальновійськової армії Прикарпатського військового округу.
Протягом 1963–1964 років знаходився в спеціальному відрядженні на Кубі, як старший спеціаліст зі зв'язку. З вересня 1965 року по грудень 1971 року обіймав посаду начальника Томського вищого військового командного училища зв'язку. З грудня 1971 року по червень 1976 року проходив службу в Південній групі військ на посаді начальника військ зв'язку. Завершував службу в Радянській армії на посаді начальника командного факультету академії зв'язку ім. С. М. Будьонного. Після виходу в запас у листопаді 1982 року працював завідувачем музею академії зв'язку ім. С. М. Будьонного.
Помер 11 жовтня 2000 року в Санкт-Петербурзі. Похований на Нікольському цвинтарі Олександро-Невської лаври.

## Нагороди
- Орден Червоного Прапора (3 грудня 1943) — за зразкове виконання бойових задач командування на фронті боротьби з німецькими загарбниками та проявлені при цьому звитягу та мужність[2]
- Орден Олександра Невського (1 жовтня 1945) — за зразкове виконання бойових задач командування на фронті боротьби з японськими імперіалістами та проявлені при цьому звитягу та мужність[3]
- Орден Вітчизняної війни I ст. (16 вересня 1944) — за зразкове виконання бойових задач командування на фронті боротьби з німецькими загарбниками та проявлені при цьому звитягу та мужність[4]
- Орден Вітчизняної війни I ст. (23 травня 1945) — за зразкове виконання бойових задач командування на фронті боротьби з німецькими загарбниками та проявлені при цьому звитягу та мужність[5]
- Орден Вітчизняної війни II ст.
- Орден Червоної Зірки
- Орден Червоної Зірки
- Орден Червоної Зірки
- Медаль «За відвагу»
- Медаль «За бойові заслуги»
- Медаль «За перемогу над Німеччиною у Великій Вітчизняній війні 1941—1945 рр.»
- Медаль «За перемогу над Японією»
- Медаль «За взяття Будапешта»
- Медаль «За взяття Відня»
- Медаль «За визволення Праги»
- Орден «Червона Зірка» (Угорська Народна Республіка) IV ст.
- Медаль «За перемогу над Японією» (МНР)